# Albert Elms
Albert Elms, né le 28 février 1920 et mort le 14 octobre 2009, était un compositeur et arrangeur britannique qui travailla principalement pour la télévision et le cinéma, particulièrement connu pour avoir composé la musique d'ambiance de la série Le Prisonnier.

## Biographie
Albert Elms est né à Newington, dans le Kent, en Angleterre, et mort à Southampton.
Dès l'âge de 14 ans, son amour pour la musique le conduit à rejoindre le Royal Marine Band Service à Deal, en 1934. Son service en temps de guerre comprend la participation au raid de Vaagso en 1940 ainsi que le service sur les convois de Malte entre 1941 et 1942.
Après avoir quitté la marine royale, Albert rejoint en tant qu'arrangeur la société d'édition musicale Francis, Day and Hunter. Sa percée dans la télévision survient avec le lancement de la télévision commerciale en Grande-Bretagne, en 1955. Il fait partie d'un certain nombre de jeunes compositeurs britanniques ayant apporté une contribution significative aux débuts de la télévision commerciale dans des séries comme Les aventures de Robin Des Bois (1955–59) d'ITV avec Richard Greene, pour laquelle il écrit la musique des deux dernières saisons. Il compose également pour Les boucaniers (1956–57), avec Robert Shaw, Le chevalier Lancelot (1956–57), avec William Russell, et Ivanhoe (1958–59) avec Roger Moore. Cependant, il est surtout connu pour avoir fourni les musiques ambiances de la série L'Homme à la valise (1967-1968), The Champions (1968-69) et pour 14 des 17 épisodes de Le Prisonnier (1967–68) avec Patrick McGoohan.
Malgré le fait que les mélodies mémorables des séries pour lesquelles Albert Elms participa ne furent pas composées par ses soins (comme dans Le Prisonnier où le thème principal est de Ron Grainer), le travail qu'il a fourni se monte à des centaines d’œuvres et d'heures de travail. Sa contribution a récemment été reconnue avec la sortie sur CD de sa musique d'ambiance de la série L'Homme à la valise.
Il a également composé des bandes originales pour des films tels que Satellite in the Sky (1956),  The Man Without a Body (1957), On the Run (1958), Bluebeard's Ten Honeymoons (1960), The Breaking Point (1961), The Omegans (1968) et la version cinématographique de Love Thy Neighbour (1973).
Il a été directeur musical du Dave Allen Show et du Benny Hill Show pendant trois épisodes de la saison 1973–74, en remplacement de Ronnie Aldrich. Il a beaucoup écrit pour un orchestre militaire qui comprenait The Corps quick march, On Parade , pour le Royal Logistic Corps qui s'est formé en 1993. Il a été chargé de composer la musique de la grande finale du Tournoi royal en 1974. Il y composa La bataille de Trafalgar qui fut un succès sensationnel, suivit par les commentaires de Richard Baker qui constituait une inclusion de concert populaire. Il a également figuré dans la Célébration de l’Angleterre maritime en 1983 dans la cathédrale Saint-Paul dirigée par Sir Charles Groves.
Albert a vécu pendant plus de 40 ans dans la maison familiale du village d'Oad Street près de Borden, à Sittingbourne dans le Kent.
Albert Elms avait trois fils, Martin, David et Jeremy. Sa femme Doreen (connue sous le nom de Jo) est décédée avant lui en 1990.